# Carrière de Yesemek et atelier de sculpture
La carrière de Yesemek et son atelier de sculpture constituent un site archéologique situé dans la province de Gaziantep en Turquie. Sa destination actuelle est d'être un musée en plein air dont les visiteurs peuvent admirer les ruines. La carrière était utilisée à l'époque des Hittites et s'étend sur une zone 0,1 km².

## Histoire du site

### Généralités

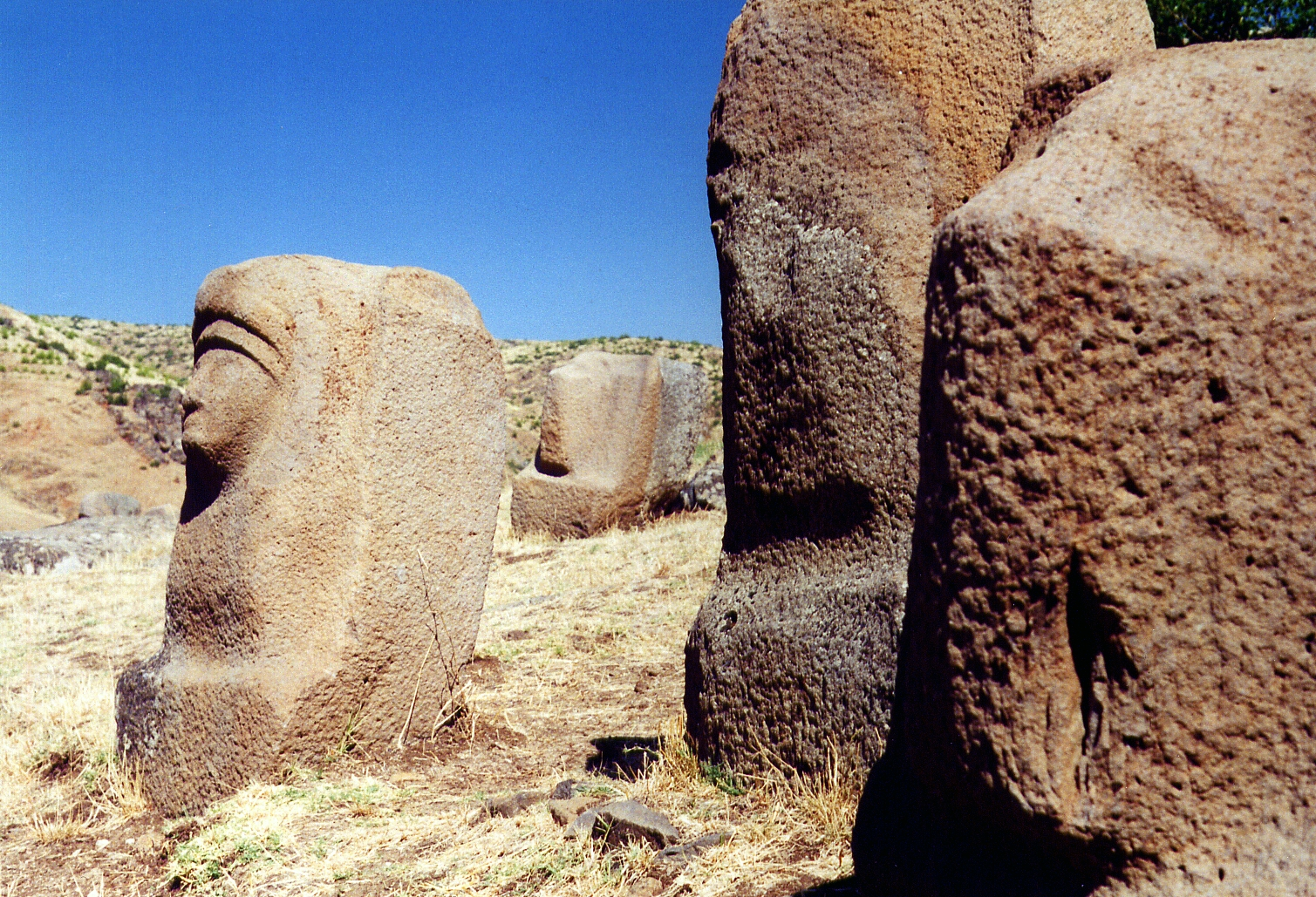
Sculptures

La carrière de Yesemek était utilisée pour l'excavation de roche. Son site était également utilisé comme atelier de sculpture. Il a été mis en place par l'empereur hittite Suppiluliuma Ier (-1344, -1322). Avec la chute de l'Empire hittite, l'activité du site a été stoppée. Celle-ci a néanmoins repris au IXe siècle av. J.-C. alors que Yesemek faisait partie du royaume araméen de Sam'al. Au VIIIe siècle av. J.-C. , la région est passée sous contrôle assyrien et le site a été de nouveau abandonné. On ne sait pas si les artisans ont simplement stoppé leur activité ou s'ils se sont déplacés dans la capitale assyrienne. 
La région autour de l'atelier est principalement couverte de basalte, la roche qui servait de matériau de base aux sculptures. La carrière et l'atelier couvrent une zone d'environ 0,1 km². Environ 300 artéfacts ont été excavés dans la zone parmi lesquels des représentations de sphinx, de lions, de chariots, de dieux, etc.

### Sculptures

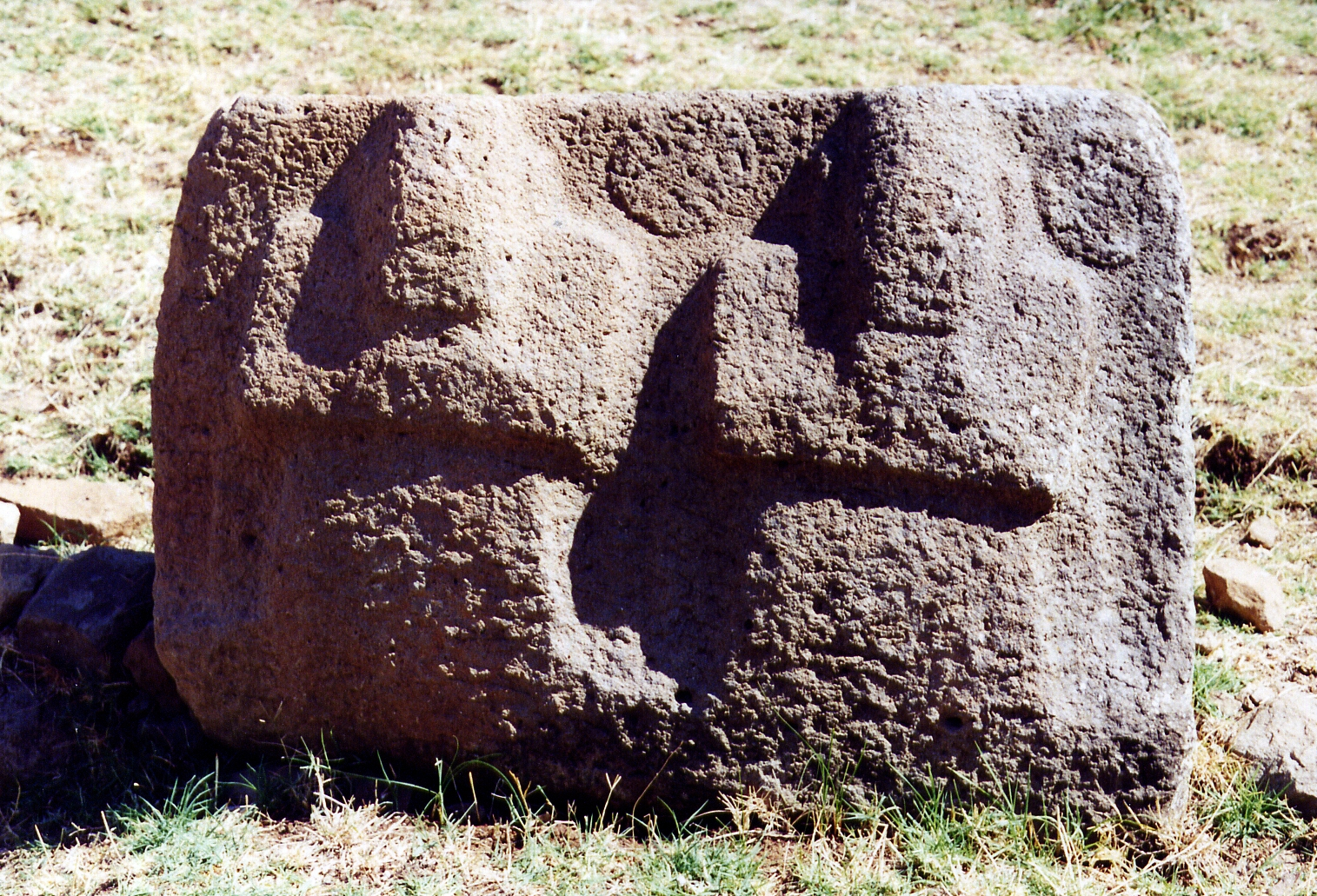
Dieux de la montagne

Il y a plusieurs types de sculptures sur le site. La majorité sont des sphinx à tête de femme et à corps de lion ou des lions (certains étant ailés). Ces sphinx et lions ont probablement été sculptés en vue d'orner les portes des villes hittites, des palais et des temples. En plus, on peut trouver des groupes de dieux la montagne (qui ressemblent à ceux du site de Eflatun Pınar), les bras croisés sur leur torse ou encore des bas-reliefs montrant des scènes de chasse et un homme-ours. Ces sculptures spécifiques sont probablement des travaux commissionnés.

### Travail de la pierre

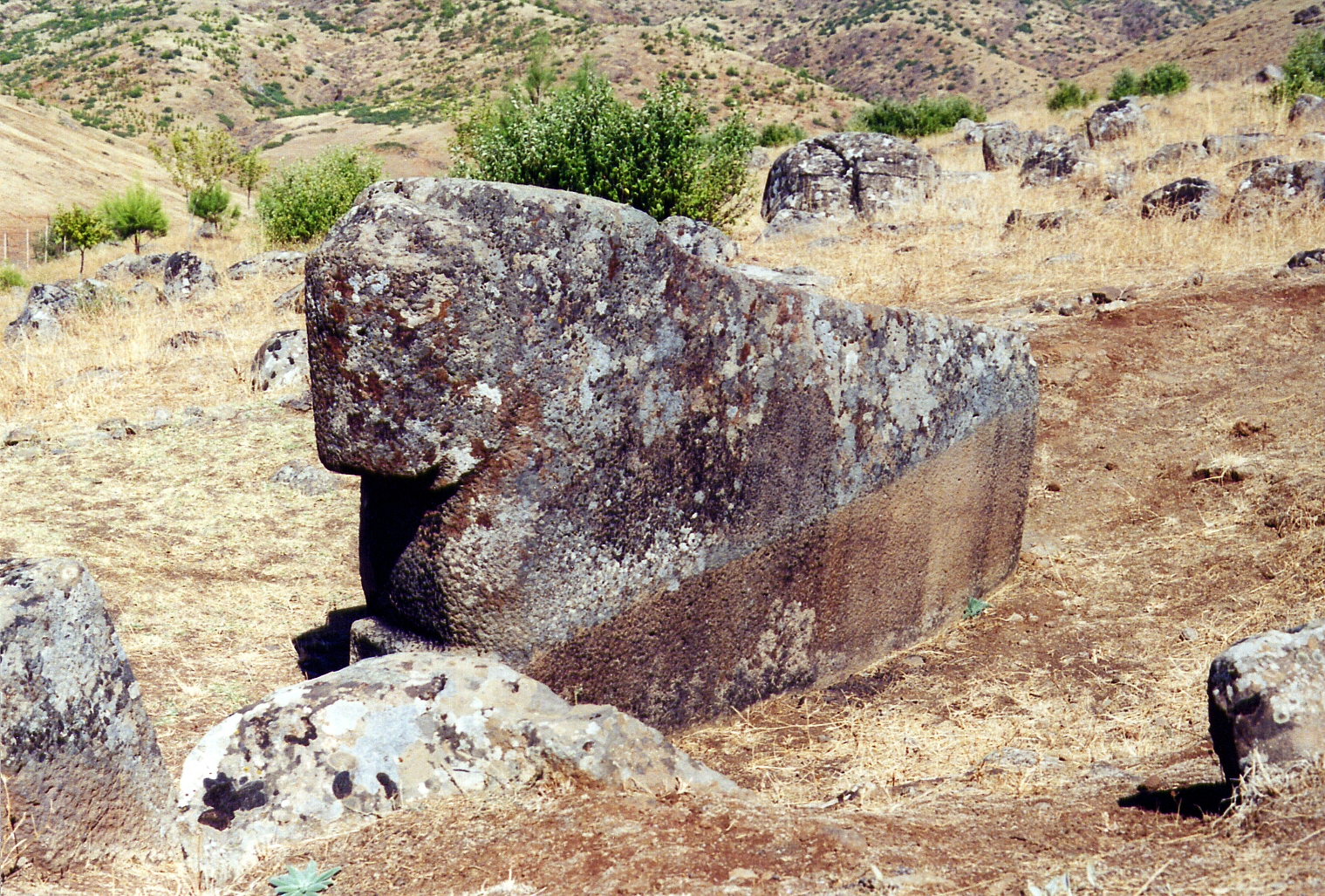
Lion sculpté destiné à orner une porte

Dans la carrière, de larges blocs de basalte rouge ont été brisés par des marteaux et des ciseaux ayant frappé dans des fissures préexistantes de la roche. Des cales en bois y ont été insérées puis mouillées pour détacher les blocs. La forme générale des représentations a été taillée au ciseau et la surface extérieur des blocs a été aplanie. Ensuite, la sculpture plus fine suivait et la pièce finale était polie. Les détails finaux étaient réalisés directement sur le lieu de destination. On ne sait pas précisément comment les œuvres y étaient transportées.

## Histoire des excavations

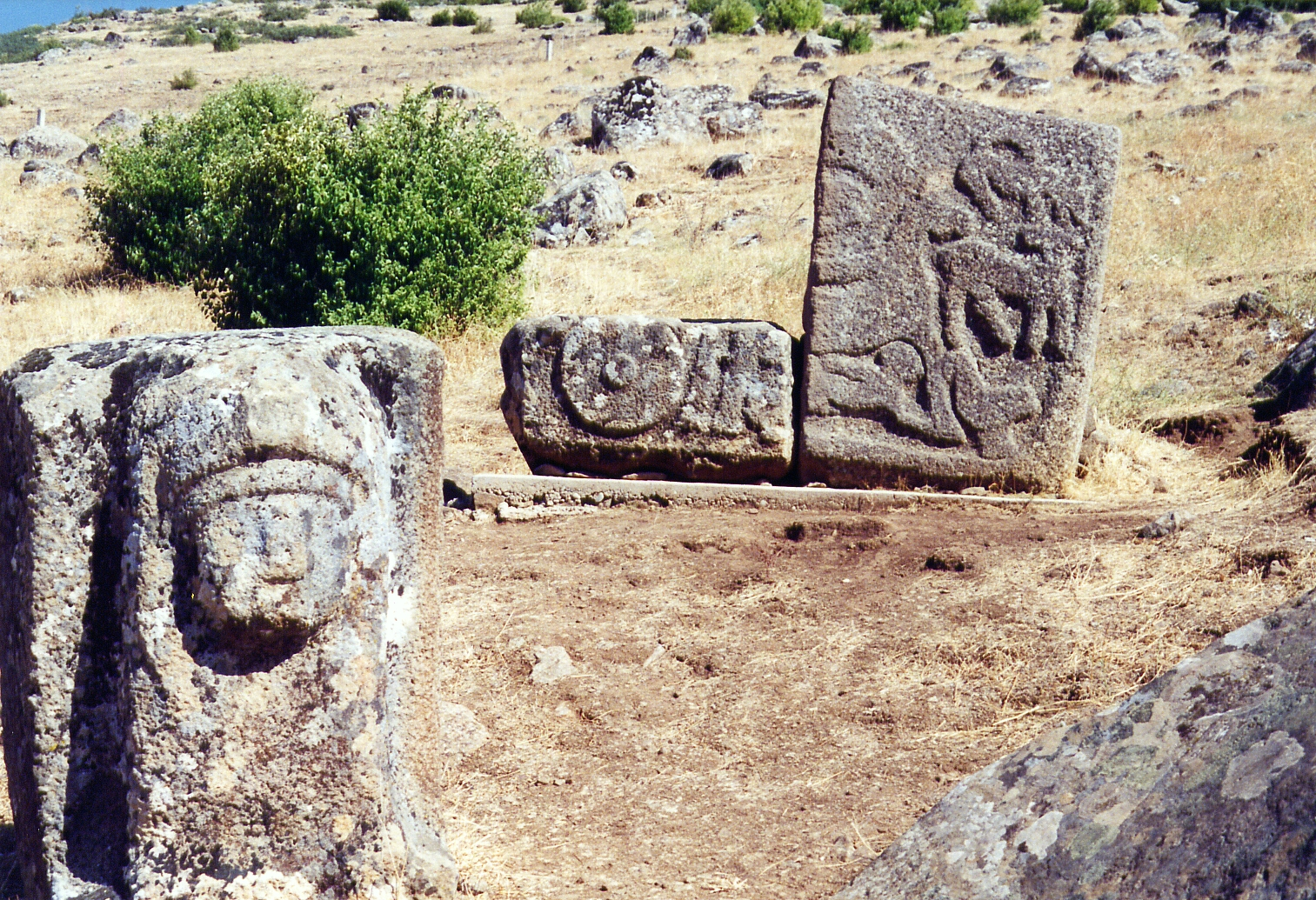
Relief représentant un char retrouvé a Yesemek

Les ruines ont été partiellement révélées par l'archéologue autrichien Felix von Luschan dans le cadre de ses fouilles à Zincirli, situé au nord du site, en 1890. Entre 1957 et 1961, l'archéologue turc Bahadır Alkım a poursuivi les excavations, révélant ainsi 200 sculptures. Les fouilles les plus récentes ont été entreprises dans les années 1990 par İlhan Temizsoy, directeur du Musée des civilisations anatoliennes, et ont permis de révéler une centaine de nouveaux artéfacts. Le site est aujourd'hui un musée en plein air administré par le Musée archéologique de Gaziantep.

## Candidature au patrimoine mondial
Le site est candidat pour figurer sur la liste du patrimoine mondial de l'UNESCO depuis le 4 avril 2002.